# Жак Офенбах
Жак Офенбах (собственото име на френски, фамилията на немски: Jacques Offenbach, 20 юни 1819 – 5 октомври 1880) е френски композитор, виолончелист и диригент от немски произход. Един от основоположниците на оперетата и типичен представител на романтизма в европейската класическа музика.

## Биография
Ражда се в Кьолн, Кралство Прусия, днешна Германия, в семейството на Исак Еберст от град Офенбах на Майн. Наименуван е Якоб Офенбах.
Баща му се установява във Франкфурт през 1802 година. Той е човек с много таланти, който работи като книговезец, преводач, издател, учител по музика и композитор. През 1816 година се премества в Кьолн, където през 1819 година се ражда неговият син Якоб.
От ранно детство Жак Офенбах започва да учи музика и проявява изключителното си дарование. На 12 години свири великолепно на виолончело. Очевидната музикална надареност на момчето кара баща му да го заведе в Париж (1833), за да учи в Парижката консерватория. Отначало Керубини отказва да го приеме, защото не е французин (уставът забранява приемането на чужденци), но след като го чува да свири, променя позицията си. Приет е като студент по виолончело. Негов преподавател по виолончело става самият Луиджи Керубини. На следващата година Жак трябва да прекъсне следването си заради финансови проблеми и да заработи. Жак учи само няколко години, но това се оказва достатъчно, за да се превърне във виртуоз и по-късно да свири с такива именити пианисти като Антон Рубинщайн, Франц Лист, Феликс Менделсон и други. Негов любим композитор е Ектор Берлиоз.
След завършването на образованието си Офенбах се установява в Париж и скоро се превръща в истински парижанин. Отначало опитва кариерата на концертиращ артист, а после става оркестрант в Опера-Комик. Планира да съчинява и да свири „сериозна“ музика. Голямата му мечта е да създаде голяма опера (и тя се сбъдва посмъртно). Но на този етап театрите му отказват работа, тъй като е прекалено млад и никому неизвестен. Така Офенбах и Фридрих фон Флотов организират инструментален дует и успешно изнасят своите представления в салоните на Париж. Постепенно добиват известност и през 1839 за първи път са допуснати до парижките салони. Офенбах представя за първи път своята музика в театъра Пале-Роял.
Офенбах 5 години по-късно приема католицизма, за да се ожени за Ермини д’Алкен, дъщеря на испански емигрант-опозиционер. Двамата живеят заедно в продължение на 36 години, имат 4 дъщери. И. И. Солертински отбелязва, че участието на Офенбах в състава на несериозни оперети не му пречи да бъде верен и любящ съпруг.
През 1847 година Жак Офенбах получава поста на диригент във Френския театър. Към този период се отнасят леките му арии, написани по сюжета на басните на Лафонтен. Сътрудничи с театъра Флоримон Ерве. Постепенно изключителният му мелодичен дар намира признание. През 1850 г. става щатен композитор в известния молиеров театър „Комеди Франсез“.
Скоро се прославя като виртуозен изпълнител, свири редом с пианисти от класата на Лист и Менделсон. Извън краткото му временно връщане в родината си през 1848 г. Жак Офенбах се установява в Париж, където живее до края на своите дни. Френското произношение на неговото име от Жакоб се превръща в Жак.
1855 е годината на раждането на жанра оперета. Офенбах става директор на театъра „Буф-Паризиен“ (Bouffes-Parisiens), а по-късно се превръща в негов собственик. Така той може свободно да представя своите произведения. В своя театър той работи не само като композитор, но и като режисьор-постановчик, директор, диригент, съавтор-либретист. Офенбах насища своите спектакли с тънко и язвително остроумие, а понякога с много сарказъм. Благодарение на достойнствата на неговата музика и умелия избор на актьори и либретисти (най-често пиесите му пишат Мейляк, Галеви, Кремие), продукциите имат голям успех. Целият Париж пее мелодиите от Офенбах. Уилям Такъри, който посещава Париж, казва: „Ако в съвременния френски театър нещо има бъдеще, това е Офенбах.“ Малкият, скромен театър на Шанз-Елизе се превръща в любимо място за срещи на парижката публика.
Първия си грандиозен успех Жак Офенбах печели с оперетата „Орфей в Ада“, поставена през 1858 година и издържала 288 поредни представления. За двадесет години само в Париж се изпълнява деветстотин пъти. Следват редица други оперети, които завладяват публиката и носят огромна слава на своя създател – „Хубавата Елена“ (1864), „Синята брада“ (1866), „Парижки живот“ (1866), „Херцогиня Геролщайн“ (1867), „Перикола“ (1868) и много други. Тези оперети донасят голяма слава на своя автор.

Популярността на Офенбах расте непрестанно и той достига кулминацията на своя успех при откриването на Световното изложение в Париж (1867), когато композиторът си съперничи по признание и известност с гостуващия по това време във френската столица Йохан Щраус-син.

През 1870 г. с Френско-пруската война френските вестници го обвиняват в симпатии към Германия, а германците – в предателство. Офенбах пътува до Европа, а след завръщането си в Париж (1871) десните кръгове го обвиняват в неморалност, тъй като според тях подкопава националната идея, подиграва се на монархията, на религията, на армията и на други реликви.
Катастрофата от 1871 година разорява Офенбах. Той заминава за Америка, където печели препитанието си с изнасяне на градински концерти. През 1875 година фалира, и за да издържа семейството си, на следващата година предприема турне в Съединените щати. Има огромен успех и успява да възстанови голяма част от загубите, давайки 40 концерта в Ню Йорк и във Филаделфия.
След завръщането си във Франция отново се заема с писането на оперети. През последните години от неговия живот здравето му се влошава, страда от преумора, астма, сърдечно-съдово заболяване. Последното произведение на Жак Офенбах е операта „Хофманови разкази“, но не успява да види нейната премиера, тъй като умира преди нейното поставяне на 5 октомври 1880 година в Париж. Погребан е в монмартърското гробище.

## Творчество
Автор е на над 100 оперети, сред които поставяните в България „Хубавата Елена“, „Един младоженец пред вратата“, „Орфей в ада“. Други негови оперети са „Синята брада“ (1866), „Парижки живот“ (1866), „Херцогиня Геролщайн“ (1867), „Перикола“ (1868), „Мадам Фавър“ (1878), „Дъщерята на барабанчика“ (1879). Сред най-прочутите му произведения е операта „Хофманови разкази“, по приказките на Е.Т.А. Хофман.